# 馬特·德拉吉
马特·德拉吉（Matt Drudge；1966年10月27日—），是一名美國政治評論員及聚合器德拉吉报道的创办人，曾经最早报道了美国前总统克林顿性丑闻案件而扬名。

## 外部連結
- （德拉吉报道 （页面存档备份，存于））